# Gilera Runner
Gilera Runner – seria włoskich skuterów produkowanych od 1997 roku przez Piaggio pod marką Gilera o sportowo-turystycznych cechach. Gilera Runner jest produkowana w kilku wersjach różniących się pojemnością silnika (50, 125, 180 i 200 cm³) oraz wyposażeniem. Wraz z upływem czasu zmieniono także wygląd zewnętrzny. Charakterystyczną cechą tego skutera jest pozostawienie dużego przekroku w którym umieszczono zbiornik paliwa. Dodatkową cechą użytkową są nawiewy ciepłego powietrza na nogi.

## Gilera Runner 50
Pierwszy model Runner 50 wprowadzono do produkcji w 1997 roku. Został wyposażony w przedni hamulec tarczowy i tylny hamulec bębnowy. Produkcję tej wersji zakończono w 2001 roku.
W 1999 roku wprowadzono nowe wersje: Runner 50 DD oraz Runner 50 SP. Wersja DD - skrót od Double Disc oznaczała model wyposażony w dwa hamulce tarczowe na obu kołach, produkcję tej wersji zakończono w 2001 roku. Wersja SP - skrót od Sport Production oznaczała skuter o bardziej sportowym zacięciu, wyposażonym również w dwa hamulce tarczowe na obu kołach. Model ten w niezmienionej formie produkowano do 2007 roku, po czym wprowadzono wersję o zupełnie zmienionym wyglądzie.
W 2003 roku wprowadzono wersję Purejet, wyposażoną w silnik dwusuwowy zasilany układem bezpośredniego wtrysku paliwa. Silnik ten zapewnia nieco większe osiągi przy relatywnie niskim zużyciu paliwa, wynoszącym w granicach 2 - 2,5 l/100 km. W tej wersji zwiększono pojemność zbiornika paliwa do 12 l, dzięki czemu znacznie zwiększono zasięg pojazdu, czyniąc skuter idealnym pojazdem do pokonywania długich tras.

## Gilera Runner RST 50
W 2008 roku wprowadzono model Runner RST 50 o zupełnie nowym wyglądzie. Jest on produkowany w dwóch wersjach: SP oraz Purejet. Zwiększono rozmiar kół oraz wzmocniono układ hamulcowy.
W 2012 roku dokonano niewielkich zmian, zmienił się zestaw liczników oraz zastosowano konwencjonalne teleskopowe zawieszenie przednie.

## Gilera Runner FX125 i FX180
Produkowane w okresie od 1998 do 2001 roku skutery wyposażone w dwusuwowe silniki chłodzone cieczą o pojemności 125 i 180 cm³ stały się legendą ze względu na swoje niesamowite osiągi oraz dobre prowadzenie. Niestety dwusuwowe silniki charakteryzowały się wysokim zużyciem paliwa i emisją szkodliwych spalin, dlatego zostały zastąpione modelami wyposażonymi w czterosuwowe silniki.
W modelach z 1998 roku stosowano hamulec bębnowy na tylnym kole i zbiornik paliwa o pojemności 9 l. W 1999 roku szybko zastąpiono hamulec bębnowy hamulcem tarczowym oraz zwiększono pojemność zbiornika paliwa do 12 l.

## Gilera Runner VX125, VXR180, VXR200
Produkowane od 2001 roku modele wyposażone w czterosuwowe silniki chłodzone cieczą zastąpiły nieekonomiczne modele z silnikami dwusuwowymi. Produkowany w latach 2001–2002 model VXR180 zastąpiono modelem VXR200 o pojemności zwiększonej do 197,7 cm³, produkowanym od 2003 roku.
Silniki czterosuwowe posiadają blokadę zapłonu ograniczającą prędkość maksymalną. Silniki są fabrycznie zaprojektowane by uzyskiwać odpowiednią moc i prędkość maksymalną. Według polityki Piaggio modele o pojemności 125 cm³ mają służyć do nauki jazdy, następnie możliwe jest przejście na modele o większej pojemności i mocy.

## Gilera Runner ST125, ST200
Nowe modele, które powstały równolegle z mniejszym Runnerem RST.